# Тавдинський ВТТ
Тавдинський ВТТ (рос. ТАВДИНСКИЙ ИТЛ, Тавдинлаг) — виправно-трудовий табір ГУЛАГ, який діяв в підпорядкуванні Головного управління таборів промислового будівництва з 17.04.41 до 29.08.45.

## Адреса
- м. Тавда Свердловської обл., п/я 298 в 1941 р.;
- п/я 239 в 1942;
- м. Тавда Свердловської обл., п/я 239/15 в 1944–1945 рр.

## Виконувані роботи
- будівництво Тавдинського комбінату з вироблення дельта-деревини і Тавдинського гідролізного заводу,
- будівництво артилерійського заводу № 8 НКВ і переобладнання Дормашзаводу в м. Свердловську від 09.12.41,
- виготовлення газогенераторних установок для автомобілів,
- обслуговування особливого будівництва № 3 від 22.09.41,
- будівництво цеху харчових дріжджів,
- підсобні сільськогосподарські роботи.

## Чисельність з/к
- 01.07.41 — 5671;
- 01.01.42 — 4253,
- 01.04.42 — 11701,
- 01.01.43 — 4901,
- 01.01.44 — 2349,
- 01.01.45 — 3272